# 브레가

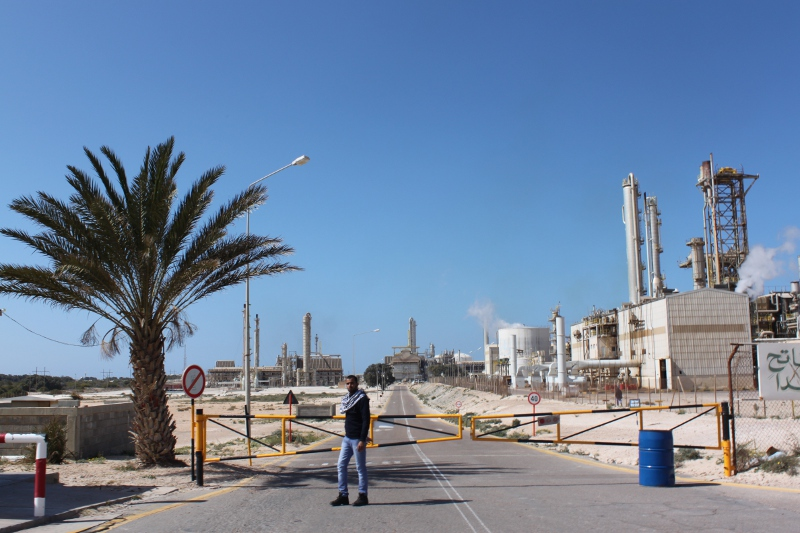

브레가(아랍어: مرسى البريقة)는 지중해 남부 연안에 위치한 리비아의 도시로, 알와하트 주에 속한다. 인구는 약 7,000명이며 시드라만과 접한다. 북부 지역에는 석유 시설이 많이 들어서 있으며 그로 인해 2011년 리비아 내전 때에는 리비아 정부군과 반정부 세력 간의 전투가 벌어지기도 했다.
공항이 들어서 있으며 수도 트리폴리를 운행하는 노선이 정기적으로 운행한다.